# Cántanos-Sélino
Cántanos-Sélino ou Kantanos-Selino (em grego: Κάντανος-Σέλινο) é um município da parte ocidental da ilha de Creta, Grécia, na unidade regional de Chania, com capital na vila de Palaiochora.
O município tem 369,1 km² de área e em 2011 tinha 5 431 habitantes (densidade: 14,7 hab./km²). Foi criado pela reforma administrativa de 2011, que fundiu os antigos municípios de Cántanos, Pelecános e Sélino Oriental, que passaram a ser as unidades municipais do novo município.
Cántanos-Sélino situa-se na extremidade sudoeste de Creta, confrontando a noroeste com o município de Císsamos, a nordeste com o de Plataniás e a leste com o de Sfakiá. A parte oriental é constituída por parte das Montanhas Brancas a serra mais alta de Creta.